# Coenobita variabilis
Espèce
Coenobita variabilis, communément appelé Crabe fou ou Crabe calico, est une espèce de bernard l'hermite terrestres qui vit sur les côtes du nord de l'Australie. Il est considéré[Par qui ?] comme faisant partie des nouveaux animaux de compagnie.

## Description de l'espèce
Coenobita variabilis est généralement de couleur claire, celle-ci peut varier légèrement selon le spécimen. Il peut être brun-pâle, beige, ocre, et parfois presque blanc.

## Alimentation
Coenobita variabilis est omnivore et détritivore. Néanmoins, il risque une carence en calcium s'il ne parvient pas à trouver des aliments qui sont nécessaires à son développement. Une telle carence peut causer des problèmes pour la reconstitution de l'exosquelette après la mue.

## Habitat et répartition
L'espèce est exclusivement présente sur les côtes nord de l'Australie. Coenobita variabilis vit principalement dans les mangroves, les forêts de broussailles proches de la côte et sur les plages.